# Igreja e Convento de São Francisco (La Paz)

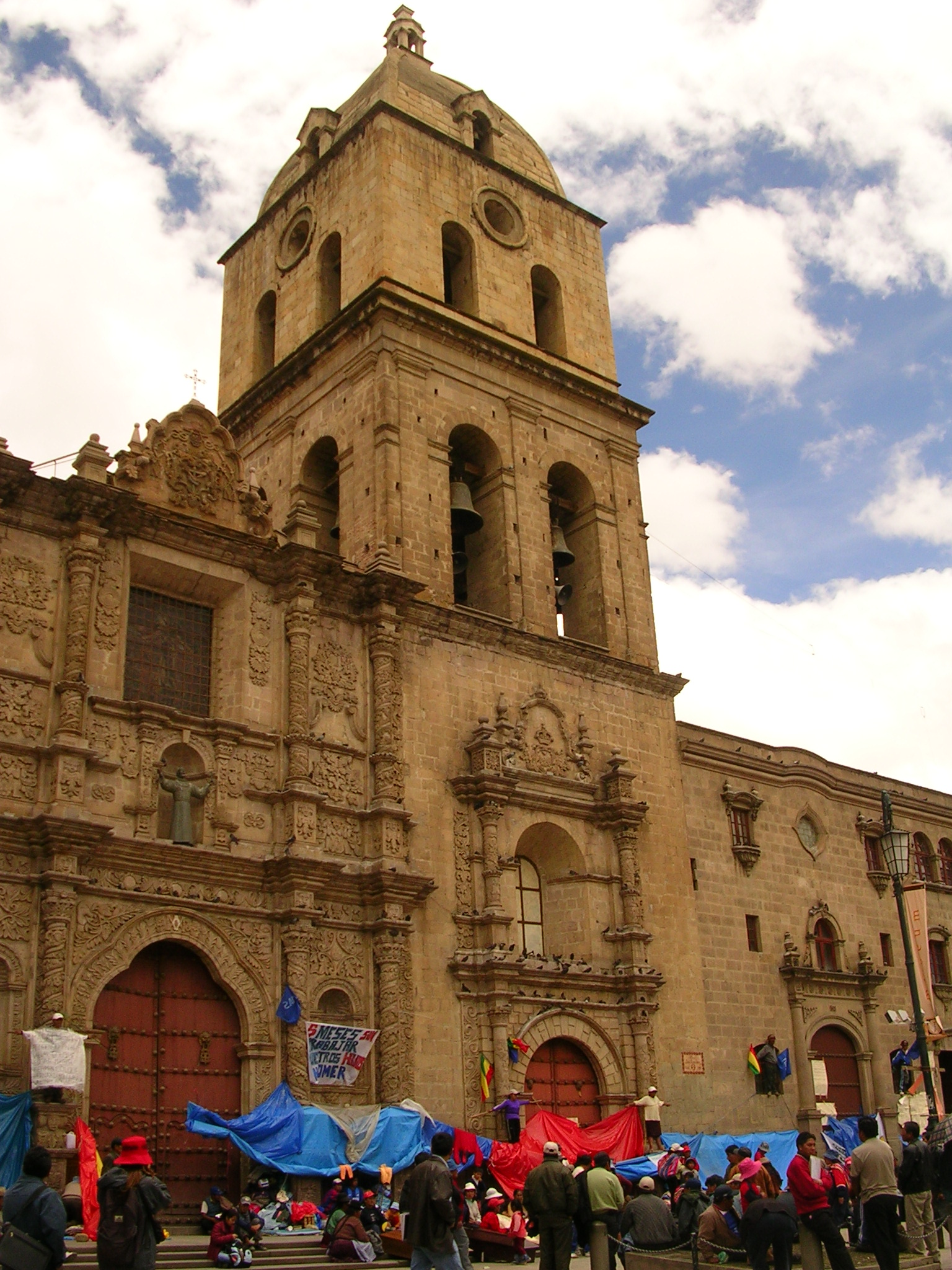
Vista da Igreja de São Francisco de La Paz.

A Igreja e Convento de São Francisco situa-se na Plaza de San Francisco, no centro de La Paz, capital da Bolívia. Construída no século XVIII, é o principal monumento da época colonial na cidade.

## História
Os franciscanos chegaram a La Paz logo depois de sua fundação e estabeleceram um convento já em 1549. Este convento se localizava às margens do rio Choqueyapu, que à época dividia La Paz em duas partes, uma habitada por espanhóis e a outra por indígenas. O convento franciscano localizava-se na parte indígena, e foi danificado por uma forte nevasca nos inícios do século XVII.
A igreja e convento que existem atualmente foram construídos apenas no século XVIII. As obras começaram por volta de 1744, e em 1753 foram terminadas as coberturas das naves e cúpula. O coro foi terminado em 1772 e a obra foi finalizada em 1784, ano da inauguração da igreja. A torre da fachada foi construída apenas em 1885.
Destaca-se o portal da igreja, em pedra esculpida, que classifica-se dentro do chamado barroco mestiço (barroco mestizo). Este estilo decorativo híbrido, obra de mãos indígenas, mescla motivos barrocos europeus com motivos nativos. O retábulo principal da igreja, em madeira entalhada e datado de meados do século XVIII, é outro expoente do estilo.

## Atualidade
Hoje em dia o convento é um museu, o Centro Cultural Museo San Francisco, que exibe obras de arte da época colonial.